# Canal de Carrizo
El canal de Carrizo es una obra de ingeniería civil que se inauguró en 1971. Dicho canal discurre 16,7 kilómetros íntegramente en la provincia de León, permitiendo el riego de 978 hectáreas con agua dulce proveniente del embalse de Barrios de Luna. El uso principal del agua es la agricultura.

## Datos técnicos[1]
- Longitud: 16,7 kilómetros

- Superficie dominada: 3.695 hectáreas

- Superficie regada: 978 hectáreas

- Caudal máximo en origen: 5 m³/s